# Seedienst Ostpreußen

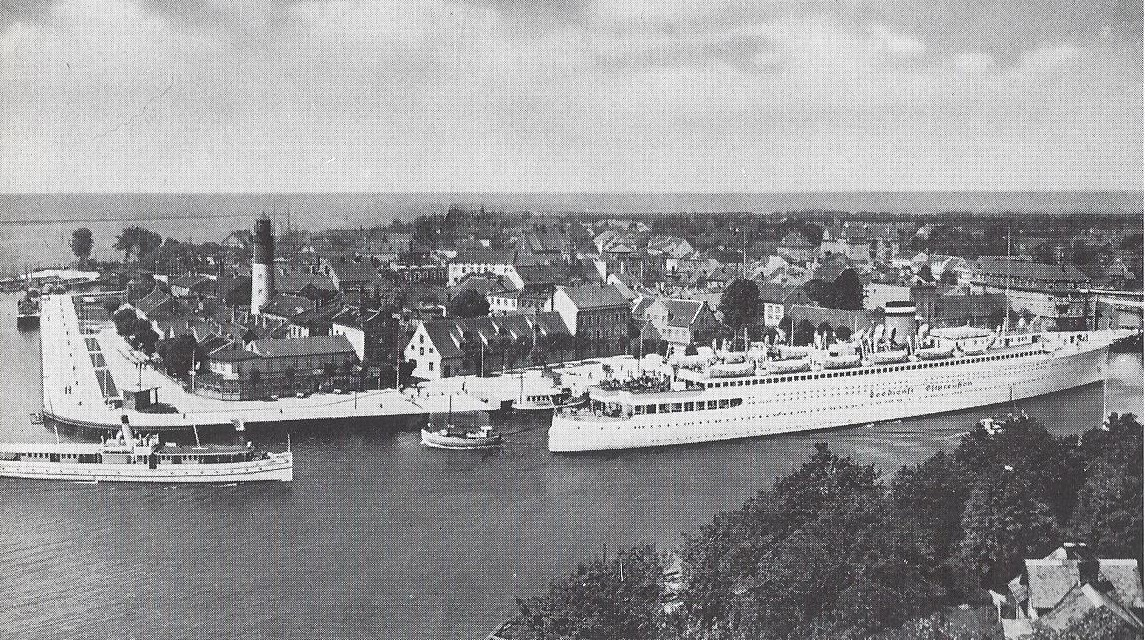
Seedienst-Schiff in Pillau

Der Seedienst Ostpreußen war zwischen 1922 und 1939 eine kombinierte Personen- und Frachtschiffverbindung des Deutschen Reiches.

## Politischer Hintergrund
Der Seedienst Ostpreußen wurde im Januar 1920 vom Reichsverkehrsministerium der Weimarer Republik eingerichtet, um Abstimmungsberechtigte für die Volksabstimmungen in Ost- und Westpreußen in ihre Heimat zu bringen, nachdem ca. 25.000 Abstimmungsberechtigten von polnischen Behörden die Durchreise durch den Polnischen Korridor verwehrt wurde.

„Die Polen bereiteten den aus dem Reich anreisenden Abstimmungsberechtigten auf dem international garantierten Eisenbahnweg durch den Korridor nicht nur Schwierigkeiten, sondern suchten sie mit Schikanen von der Erfüllung ihrer vaterländischen Pflicht abzuschrecken. Aus diesen Gründen wurde damals der Seedienst Ostpreußen geschaffen, der von Pommerns Seebad Swinemünde seinen Ausgang zum ostpreußischen Seehafen Pillau nahm. Im Frühsommer 1920 entstand auch auf pommerschem Boden die erste Luftbrücke der Weltgeschichte. Vom Flughafen in Stolp aus wurden Flugzeuge eingesetzt, die in regelmäßigen Flügen die Abstimmungsberechtigten über See zur Insel Ostpreußen beförderten. Es waren alte deutsche Doppeldecker aus dem Ersten Weltkriege, die die Alliierten wegen Überalterung den Deutschen belassen hatten.“

Zudem sollte der Seedienst die nach dem Ersten Weltkrieg zur Exklave gewordene Provinz Ostpreußen über die Ostsee an das Kernland des Deutschen Reiches anbinden.
Nach dem Ersten Weltkrieg war der Reise-, Post- und Güterverkehr von und nach Ostpreußen durch Polen unsicher und beschwerlich. Bei Sperrungen des Eisenbahnverkehrs durch den Korridor blieben nur die Seereise nach Pillau oder Flüge nach Königsberg. Dort war 1921 der Flughafen Devau als erster Zivilflughafen Deutschlands fertig geworden.
Zur Eröffnung der Deutschen Ostmesse reisten Reichspräsident Friedrich Ebert, Wirtschaftsminister Ernst Scholz und andere Prominente aus Wirtschaft und Politik am 24. September 1920 mit der Hertha des Seediensts Ostpreußen nach Königsberg.
Der Seedienst Ostpreußen wurde 1939 nach Beginn des Überfalls auf Polen eingestellt.

„Der Seedienst Ostpreußen war eine politische Schiffahrtslinie, die nie Gewinn erzielte und doch florierte.“

## Route und Schiffe

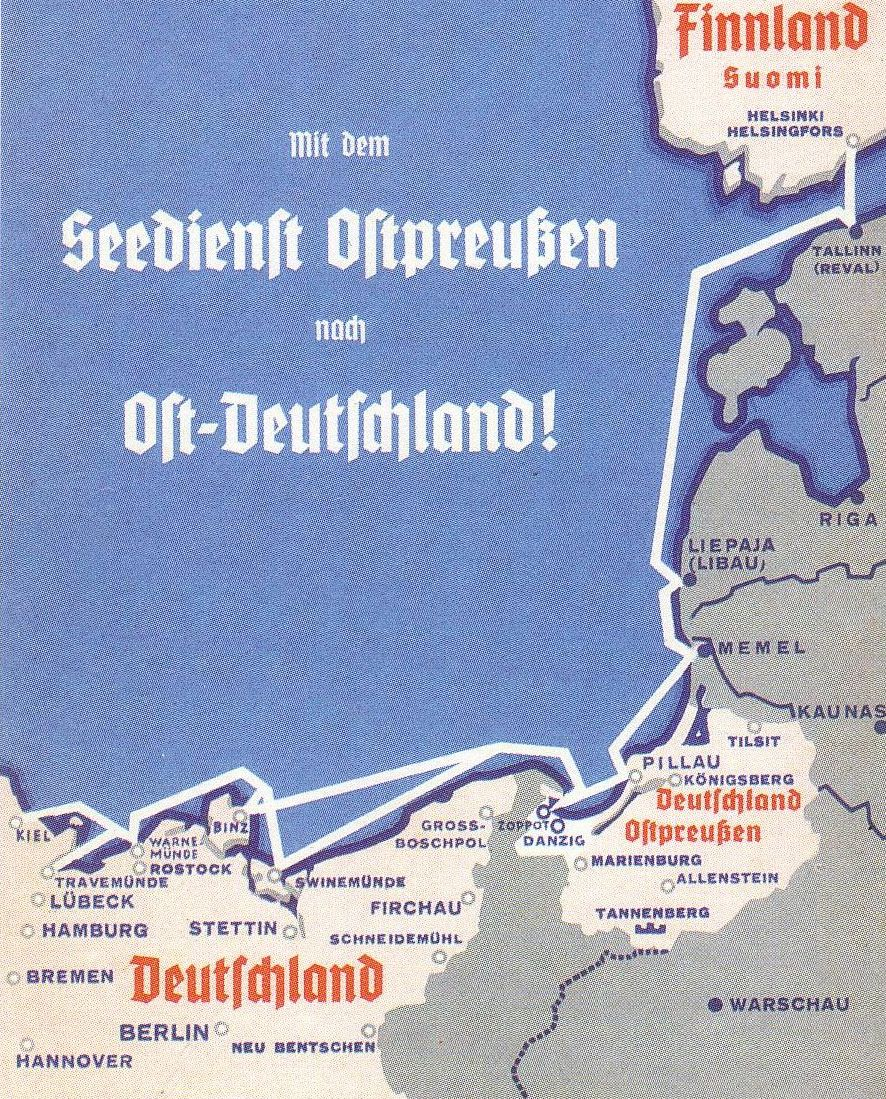
Seedienst Ostpreußen 1936

Anfänglich wurde der Seedienst mit gecharterten Schiffen privater Reeder, wie zum Beispiel von Erich Haslinger, betrieben, später wurden reichseigene Schiffe eingesetzt. 
- Als erstes Schiff des Seediensts verließ am 30. Januar 1920 die Hörnum der HAPAG, ein ehemaliges Minensuchboot, den Hafen von Swinemünde in Richtung Pillau.
- Mit der Helgoland setzte die HAPAG ein weiteres gleichartiges Schiff ein.
- Im Oktober 1920 kamen die HAPAG-Schiffe Prinzessin Heinrich und Bubendey hinzu.
- Die Reederei Braeunlich beteiligte sich ab November 1920 mit den Dampfschiffen Odin und Hertha.
- Der Norddeutsche Lloyd aus Bremen setzte ab Juni 1920 den ehemaligen Tender Gruessgott ein.

Zunächst verpflichteten sich HAPAG und Braeunlich zu wöchentlich vier Fahrten.  Später verkehrten die Schiffe im Sommer täglich nach einem festen Fahrplan gegen Garantie für eine Mindestanzahl von Passagieren, im Winter vier- bis fünfmal pro Woche zwischen Pillau bzw. Zoppot und Swinemünde. Im Jahr 1927 wurde die Strecke nach Nordosten bis Memel und 1930 bis zum lettischen Libau verlängert. Ab 1933 fuhren die Schiffe im Westen bis Lübeck-Travemünde und ab 1934 bis Kiel.
Die anfangs eingesetzten Schiffe erwiesen sich als ungeeignet für die lange Fahrtzeit von 15 Stunden zwischen Swinemünde und Pillau. Die zu kleinen und wenig komfortablen Schiffe konnten mangels Schlafkabinen nicht für Nachtfahrten eingesetzt werden. Das Reichsverkehrsministerium kaufte daher mehrere Schiffe, die von verschiedenen Reedereien betrieben wurden: 
- 1926 wurden die Preußen (Reederei Braeunlich) und die Hansestadt Danzig (Reederei Norddeutscher Lloyd) in Dienst gestellt.
- 1935 folgte die Tannenberg (Reederei Hamburg-Amerika-Linie, Hamburg).
- Der 1939 begonnene Bau der Marienburg wurde kriegsbedingt unterbrochen; 1950 wurde das Schiff in Wismar zum Passagier-Motorschiff fertiggebaut und fuhr dann in der Sowjetunion.

Weiter war ab 1934 die Kaiser der HAPAG eingesetzt.
Die Preußen, die Hansestadt Danzig und die Tannenberg wurden im Zweiten Weltkrieg von der Kriegsmarine als Minenschiffe genutzt und sanken alle drei am 9. Juli 1941 in einem schwedischen Minenfeld.

## Relikte
- der Ostpreußenkai in Lübeck-Travemünde erinnert mit seiner Namensgebung an den Seedienst Ostpreußen.